# Torraka

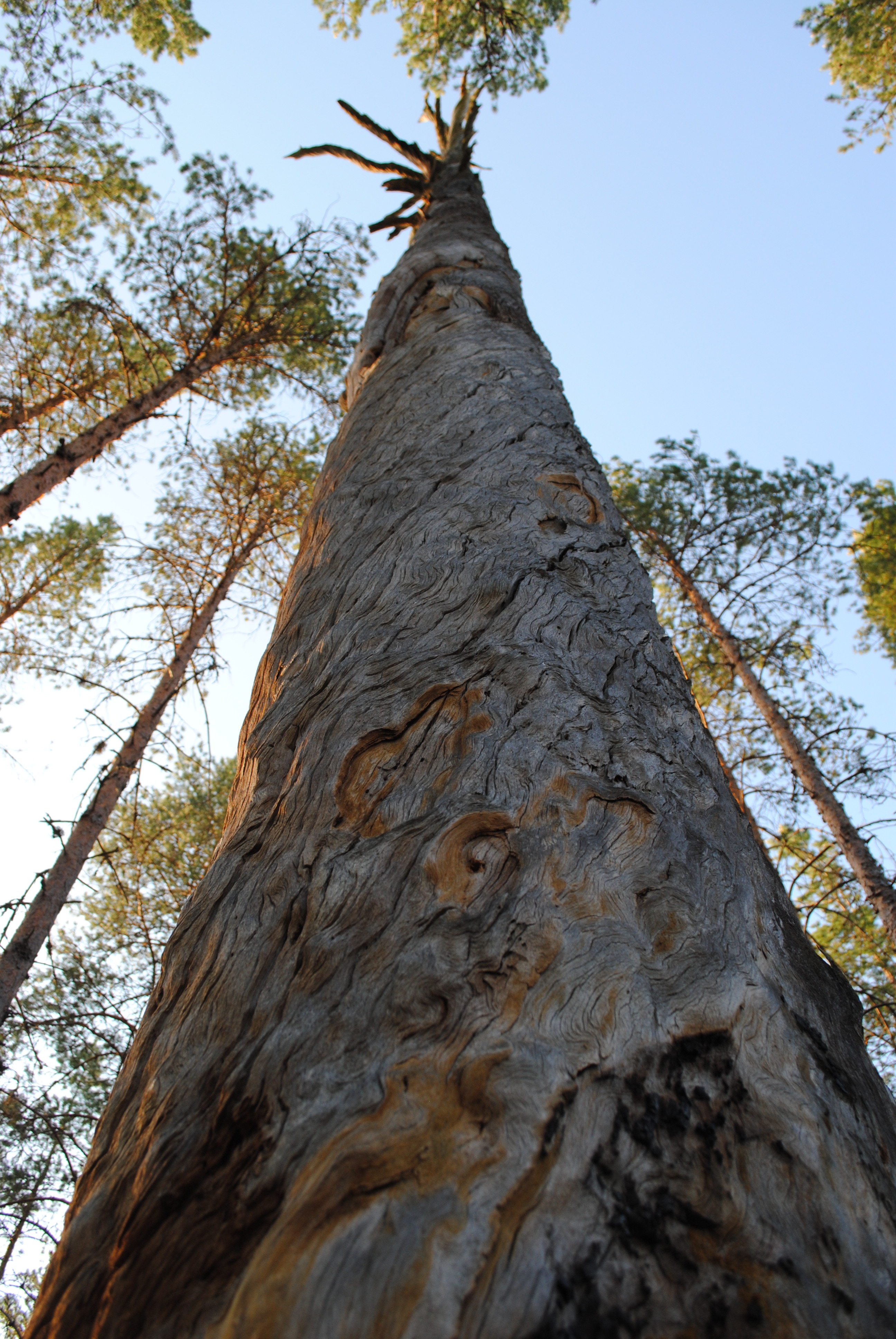
En torrfura i Dalarna med dokumenterade årsringar 1336-1709 och som överlevt ett flertal bränder

En torraka är ett dött träd (i allmänhet tall eller gran) som förblivit stående; torrfura är en torraka av tall. Torrfuror kan under gynnsamma förhållanden, när splintveden impregnerats av kåda vid en skogsbrand, stå mycket länge, upp till flera sekel.

## Historik och användning
I äldre tid höggs ofta torrakor för att användas till timmer, till exempel för timmerrännor, ved i till exempel gruvor, men även sågtimmer. De var lätta att flotta. I nutida skogar är riktigt gamla torrakor sällsynta, och de som vanligen sparas vid nutida trakthyggesbruk saknar förutsättningar att bli så gamla, eftersom de sällan överlevt någon skogsbrand, och därmed inte impregnerats med kåda. En torraka har ofta formen av en skorsten, genom att kärnveden ruttnat och förvandlas till mulm, medan (lager av) impregnerad ved blir kvar. Torrakor och inte minst skorstenar är viktiga för många insekter och svampar, och utgör naturlig boplats för slaguggla.

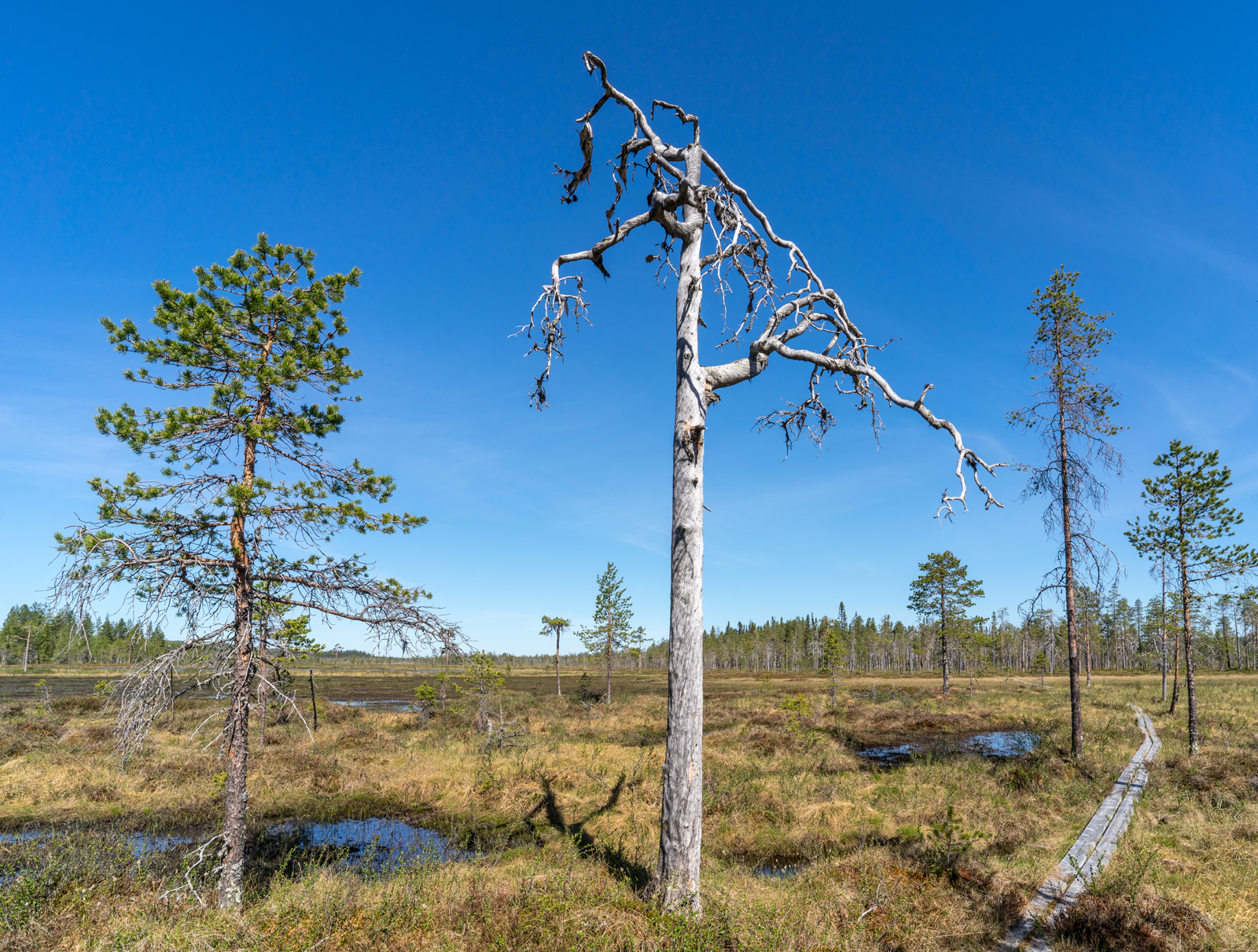
Torrfura i naturreservatet Mossaträsk-Stormyran.
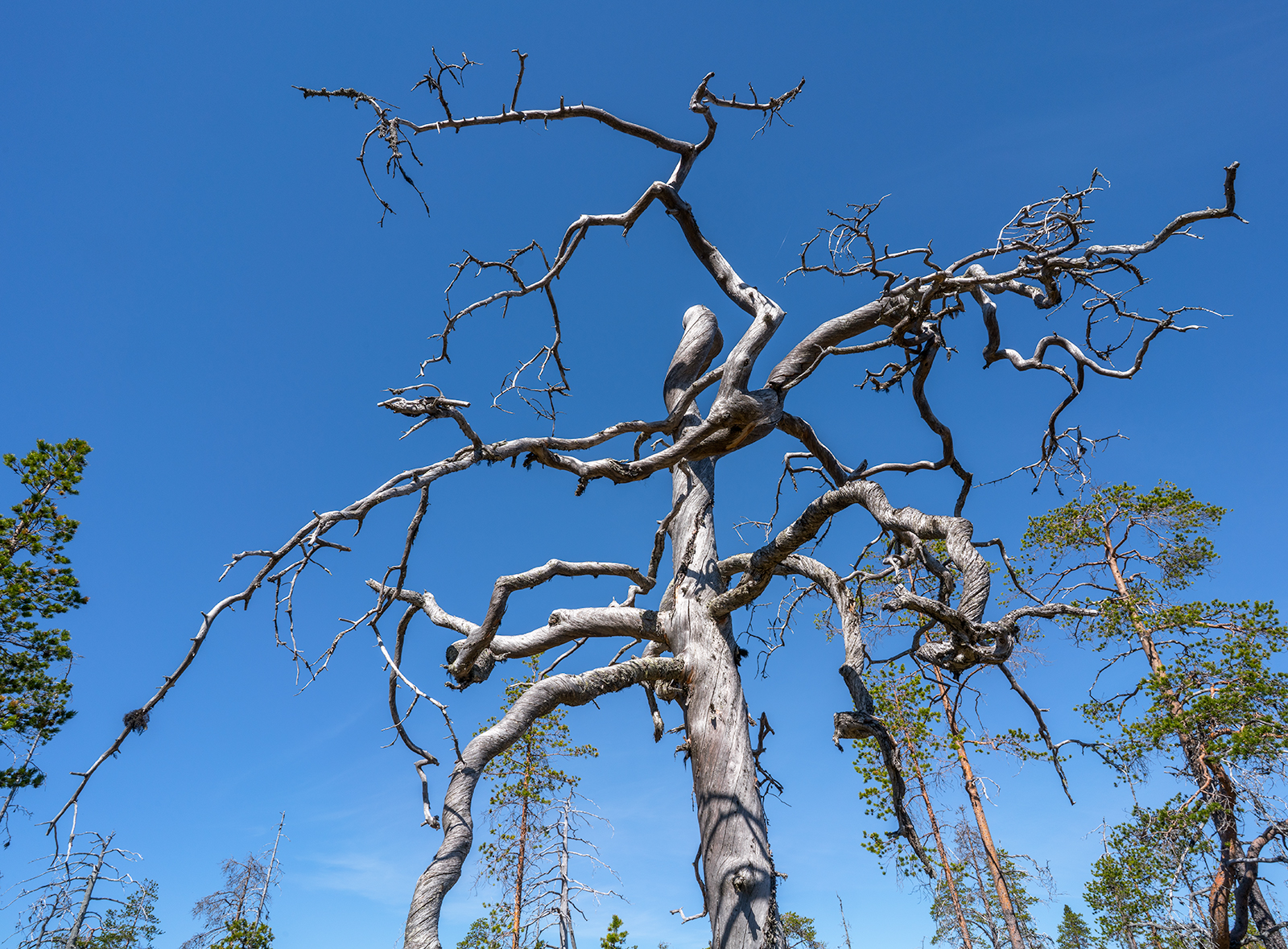
Torrfura med spretiga grenar.

## Etymologi
Ordet är belagt sedan 1632. SAOB anser att ordet sannolikt kommer av finska torrakka, men att lånet ändå underlättats av mycket snarlika svenska dialektala ord som (torr-)rage, och rake, där det senare möjligtvis i sig kommer av det finska ordet. Svensk ordbok nämner endast det dialektala raka med samma betydelse.